# Miloš Ćulafić
Miloš Ćulafić (Spalato, 13 agosto 1986) è un pallavolista montenegrino, opposto dell'OFĪ Creta.

## Carriera
La carriera di Miloš Ćulafić inizia nella stagione 2005-06, quando debutta nella Prva liga serbo-montenegrina con la maglia del Budućnost Podgorica, col quale si aggiudica lo scudetto. In seguito partecipa al neonato campionato montenegrino, vincendo due coppe nazionali consecutive, prima di approdare nella stagione 2008-09 al Budvanska rivijera, vincendo due scudetti in altrettante annate e un'altra Coppa di Montenegro; nel 2007 inoltre debutta nella nazionale montenegrina, con la quale vince la medaglia di bronzo al Memorial Hubert Wagner 2008, torneo nel quale viene anche premiato come miglior realizzatore.
Nel campionato 2010-11 viene ingaggiato per la prima volta all'estero, approdando in Corea del Sud al KEPCO 45, club impegnato in V-League. Nel campionato seguente gioca invece in Francia, partecipando alla Ligue A con lo Stade Poitevin, che lascia già nella stagione 2012-13, per giocare in Russia col Tjumen, centrando la promozione in Superliga. Nella stagione seguente fa brevemente ritorno all'ora rinominato KEPCO Vixtorm, che lascia per tornare brevemente al Budvanska rivijera, prima di concludere l'annata con l'Arago de Sète; con la nazionale vince la medaglia d'oro alla European League 2014, dove viene premiato come MVP.
Nel campionato 2014-15 gioca in Turchia, firmando per il neopromosso Şahinbey, in Voleybol 1. Ligi, mentre nel campionato seguente approda nella Liga Argentina de Voleibol col Bolívar, vincendo la Coppa Máster 2015; tuttavia lascia il club nel dicembre 2015, firmando un mese dopo per lo Spacer's Toulouse, concludendo nuovamente l'annata nella Ligue A. Nella stagione 2016-17 viene ingaggiato in Iran dal Sazman Omran Sari, club neopromosso in Super League, invece nella stagione seguente partecipa alla Serie A2 italiana con l'Alessano.
Dopo qualche mese di inattività, per la seconda parte della stagione 2018-19 si trasferisce nella Lega Nazionale A svizzera con la maglia del Schönenwerd, mentre in quella successiva è in Grecia, impegnato nella Volley League con l'OFĪ Creta.

## Palmarès

### Club
- Campionato serbo-montenegrino: 1

2005-06
- Campionato montenegrino: 2

2008-09, 2009-10
- Coppa di Montenegro: 3

2006-07, 2007-08, 2009-10
- Coppa Máster: 1

2015

### Nazionale (competizioni minori)
- Memorial Hubert Wagner 2008
- European League 2014

### Premi individuali
- 2008 - Memorial Hubert Wagner: Miglior realizzatore
- 2014 - European League: MVP